# Regulus goodfellowi
El reyezuelo de Formosa (Regulus goodfellowi) (火冠戴菊鳥 en caracteres chinos) es una especie de ave paseriforme de la familia Regulidae. Es endémico de Taiwán donde habita los bosques de la isla.